# Georg Cantor

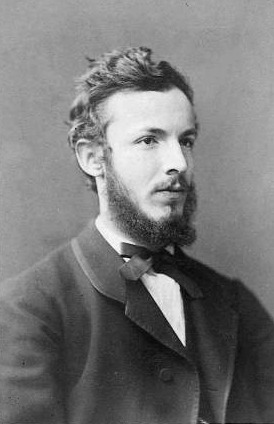
Cantor, 1870 körül

Georg Ferdinand Ludwig Philipp Cantor (Szentpétervár, 1845. március 3. – Halle an der Saale, 1918. január 6.) matematikus. Oroszországban született, de élete nagy részében Németországban élt. A modern halmazelmélet megalkotója, egyik, máig ható jelentőségű eredménye a Cantor-tétel és a bizonyításban használt átlós eljárás, melynek alapgondolatát mind a halmazelméletben, mind a számítástudományban, mind pedig a matematikai logikában alkalmazzák. Életművét Hilbert az 1900-as nemzetközi matematikus kongresszuson a következő mondattal méltatta:
„Senki sem űzhet ki minket abból a paradicsomból, melyet Cantor teremtett nekünk.”

## Élete

### Család, tanulmányok
Szentpéterváron született, apja dán kereskedő, Georg Waldemar Cantor, anyja orosz zenész, Maria Anna Böhm. Anyai ágon katolikus, apai ágon protestáns családba született (maga Cantor is egész életében mélyen vallásos volt) 1856-ban a család áttelepült Németországba, mivel apja egészségének nem tettek jót a nagyon hideg telek. Először Wiesbadenbe költöztek, itt kezdte Cantor a gimnáziumot. Később továbbköltöztek Frankfurtba, ekkor a darmstadti gimnáziumba járt bentlakásos tanulóként. 1862-től Zürichben végezte felsőfokú tanulmányait, majd apja 1863-ban bekövetkezett halála után a Berlini Egyetemen folytatta azt. Itt szerezte 1867-ben a doktorátusát (De aequationibus secundi gradus indeterminatis címmel), melyet a számelmélet témakörében írt. Tanította őt többek között Weierstrass, Kummer és Kronecker is. Berlinben kötött barátságot Hermann Schwarzcal is, aki diáktársa volt.

### Ifjúkor
A doktorátus megszerzése után egy berlini leányiskolában tanított, ezt követően 1869-től Halléban lett egyetemi magántanár, majd 10 évvel később itt kapott katedrát is. Halléban érdeklődése az analízis felé fordult. Ez valószínűleg Heine hatására történt, aki rábeszélte, hogy foglalkozzon egy olyan kérdéssel, amit sem Heine, sem Dirichlet, Lipschitz és Riemann sem tudott megoldani. A probléma a Fourier-sorok unicitás tétele volt. 1870 áprilisában Cantornak sikerült a bizonyítás. 1870 és 1872 között több cikket is publikált a Fourier-sorok (trigonometrikus sorok) témakörében. 1872-ben kezdődött barátsága Dedekinddel. Ebben az évben publikált egy cikket, melyben az irracionális számokat racionális számokból álló sorozatok határértékeként definiálta.

### A halmazelmélet
Ekkoriban kezdett el azzal is foglalkozni, amit ma a matematikusok talán a legnagyobb érdemének tartanak. Cantor előtt a matematika azt az álláspontot követte, hogy a végtelenek között nem lehet értelmesen különbséget tenni. 1874-ben Crelle Journal für die reine und angewandte Mathematik című folyóiratában publikált egy cikket, melyet a modern halmazelmélet születésének tekinthetünk. 1878-ban ennek a cikknek a folytatását is beadta a folyóirathoz, de az abban lévő forradalmian új gondolatok miatt a szerkesztőbizottságban helyet foglaló Kronecker ellenezte a cikk közlését. Cantort megpróbálták rávenni, hogy vonja vissza a cikket, de Dedekind és Weierstrass is arra biztatta, hogy ne tegye ezt. Végül a cikket leközölték, de ehhez a folyóirathoz többet nem küldött cikket.
A forradalmi cikk előtt a matematikusok nemigen gondoltak arra, hogy végtelen halmazok elemeit lehetséges volna értelmesen megszámolni, illetve „végtelen sok” elemű halmazoknak különböző „elemszámuk” lehet; ezzel ellentétben Cantor felvetette azt a gondolatot, hogy két végtelen halmazt különböző „méretűnek”, számosságúnak tekinthetünk akkor, ha nem létezik köztük egy-egyértelmű megfeleltetés, akkor van legalább kétféle végtelen számosság. Ugyanis belátta, hogy a természetes számok halmaza, illetve a valós számok halmaza különböző számosságú. Állítólag ezen az állításon 4 évig gondolkodott, ugyanis nagyon sokáig biztos volt benne, hogy megegyezik a két halmaz számossága. Ebben a cikkben azt is belátta, hogy a természetes számok, a racionális számok, illetve az algebrai számok, mind azonos számosságúak. Ebből az is következik, hogy a transzcendens számok végtelen sokan vannak. Ráadásul a transzcendens számok halmazának számossága kontinuum, és mivel az algebrai számoké megszámlálható, ezért mondhatjuk, hogy a valós számok túlnyomó többsége transzcendens.
1874 fontos év Cantor magánéletében, ekkor ismerkedett meg ugyanis Vally Guttmann-nal. 1874. augusztus 9-én házasodtak össze, nászútra a svájci Interlakenbe mentek, ahol Cantornak alkalma volt személyesen is találkozni Dedekinddel.
1874 elején az a kérdés foglalkoztatta, hogy lehet-e egy egység hosszúságú szakasz és egy egységnégyzet pontjai között egy-egyértelmű megfeleltetést adni. Első gondolata az volt, hogy erre a kérdésre annyira nyilvánvalóan nem a válasz, hogy ezt szinte bizonyítani is szükségtelen. (Erre egy Dedekindnek írott levelében utal.) Végül 1877-ben belátta, hogy az n dimenziós térnek ugyanannyi pontja van, mint az egységszakasznak, vagyis egy-egyértelmű megfeleltetést adott a két halmaz között. Ugyancsak egy Dedekindnek írott levelében azt mondja erről: Látom, de nem hiszem.
A probléma kapcsán még felvetette azt a kérdést, hogy sajnos az ő példája nem ad folytonos megfeleltetést az egységszakasz és az egységnégyzet között. Később kiderült, hogy még ez is lehetséges, ugyanis Giuseppe Peano megadott egy ilyen folytonos megfeleltetést.
A második (1878-ban megjelent) cikkben vezette be azt, hogy két halmazt azonos számosságúnak nevez (a számosság szót Steinertől vette), ha van köztük bijekció. Értelmezte, hogy mikor nagyobb, illetve kisebb egy végtelen halmaz, mint egy másik. Bizonyította, hogy a természetes számok halmazának számossága a legkisebb végtelen számosság, illetve, hogy {\displaystyle \mathbb {R} } (a valós számok) számossága megegyezik {\displaystyle \mathbb {R} ^{n}} számosságával, sőt {\displaystyle \mathbb {R} ^{\infty }} számosságával is.
1879 és 1884 között egy 6 részből álló cikksorozatot közölt a Mathematische Annalen című folyóiratban, mely a halmazelmélet megalapozását tűzte ki célul.
1879-ben Heine javaslatára katedrát kap a hallei egyetemen. Cantor szeretett volna egy nagyobb presztízzsel rendelkező egyetemen tanítani. Leginkább a berlini egyetemen szeretett volna egy tanári állást, de ez Kronecker és Schwarz miatt nem sikerülhetett. Kronecker ellenszenve abból fakadt, hogy ő a konstruktív matematika híve volt és ekkoriban az ideológiai vonatkozások még nem váltak el élesen a matematikai kérdésektől. Mikor Lindemann bebizonyította, hogy a {\displaystyle \pi } transzcendens, akkor erre Kronecker a következőt írta: Mire jó ez a nagyszerű bizonyítás? Minek ilyen kérdéssel foglalkozni, hiszen irracionális számok nem léteznek. Ráadásul Kronecker rendkívül befolyásos alakja volt a kor matematikai életének.
Cantor 1882-től állandó kapcsolatban állt Mittag-Lefflerrel, akinek Acta Mathematica című folyóiratában ekkortól kezdve rendszeresen publikált. Minden Mittag-Lefflernek írott levelében támadta Kroneckert. Közben a hatrészes cikksorozat részei is folyamatosan jelentek meg, és az ötödik rész megjelenése után, melyben a jólrendezett halmazok játszották a főszerepet, észre kellett vennie, hogy sokak nem fogadják el nézeteit a halmazelmélettel kapcsolatban, és cikksorozatát nagyon sok kritika érte.
Végül Mittag-Leffer maga kérte, hogy az utolsó részeket vonják vissza a publikálástól ("Meggyőződésem, hogy legújabb munkáid közlése [...] rendkívüli mértékben lerombolná elfogadottságodat a matematikusok körében ... és ha ez most így történne, nagyon sok időnek kellene eltelnie, míg újra magára vonnák a matematizáló világ figyelmét. Lehet, hogy sem te, sem elméleted soha életedben nem fogja megkapni azt a figyelmet, amelyet megérdemel. Így aztán eredményeidet majd tán száz év múlva fedezi fel valaki újra ..." - írta keserűen Mittag-Leffler.  Archiválva 2014. július 14-i dátummal a Wayback Machine-ben) Talán ennek következtében 1884-ben először jelentkeztek Cantornál a depresszió tünetei. Ekkor még szerencsére néhány hét után a tünetek elmúltak.
Ebben az időben sokat gondolkozott a kontinuumhipotézisen, vagyis szerette volna belátni, hogy a természetes számok halmazának számossága után közvetlenül következik a kontinuum-számosság, azaz a valós számok számossága. Az ezen való gondolkodás nagyon megviselte Cantort, többször hitte azt, hogy sikerült belátnia, de rövid idő belül kiderült, hogy hibás a bizonyítás, és többször hitte azt is, hogy sikerült cáfolnia, de ekkor is rendre hibát talált az okoskodásában.
1886-ban Cantor egy szép, új házat vásárolt Halléban, és ebben az évben megszületett hatodik, egyben utolsó gyermeke. Ekkoriban kissé elfordult a matematikától, és sokkal inkább foglalkozott új elmélete filozófiai vonatkozásaival. 1889-ben a Leopoldina Német Természettudományos Akadémia tagjává választották.
Az utolsó két cikk, amit a halmazelmélet témakörében írt, 1895-ben, illetve 1897-ben jelent meg a Mathematische Annalen című folyóiratban. A második résszel is elkészült 6 hónappal az első megjelenése után, de a másodikban mindenképpen szerette volna a kontinuumhipotézis bizonyítását is közölni. Ezért próbálkozott még több mint egy évig, de végül a bizonyítás nélkül jelent meg a cikk. Így is nagyszerű publikációk voltak, melyek a transzfinit aritmetikát tárgyalták.
1895-ben megjelent az első paradoxon a halmazelmélettel kapcsolatban. Ezt Cesare Burali-Forti vetette fel. Elsőre úgy tűnt, hogy a paradoxon könnyen kiküszöbölhető, ugyanis Burali-Forti rosszul használta a jólrendezett halmaz fogalmát. Sajnos kiderült, hogy az elfogadott definíciónak megfelelően fogalmazva az állítást a paradoxon megmarad. A problémát az összes számosság halmazának számossága okozta. Erre Cantor maga is rájött, és erről Hilberttel és Dedekinddel is aktív levelezést folytatott.
1896-ban meghalt édesanyja.
1897-ben az első Nemzetközi Matematikai Konferencián Zürichben sokak nagy elismerése mellett beszélt a halmazelméletről. A kongresszus során ismét találkozott Dedekinddel, és barátságuk új szakasza kezdődött.
1899-ben újabb paradoxonra bukkant, nevezetesen, hogy mi a számossága az összes halmazból álló halmaznak. Ebben az évben befejezte a levelezést Dedekinddel köszönhetően annak, hogy depressziója újra megjelent. Ebben az évben elvesztette öccsét. Decemberben meghalt a legkisebb fia is, és ekkortól kezdve élete végéig depresszióval küzdött. Továbbra is tanított, de egyre sűrűbben kellett szanatóriumba vonulnia.

### Visszavonulás

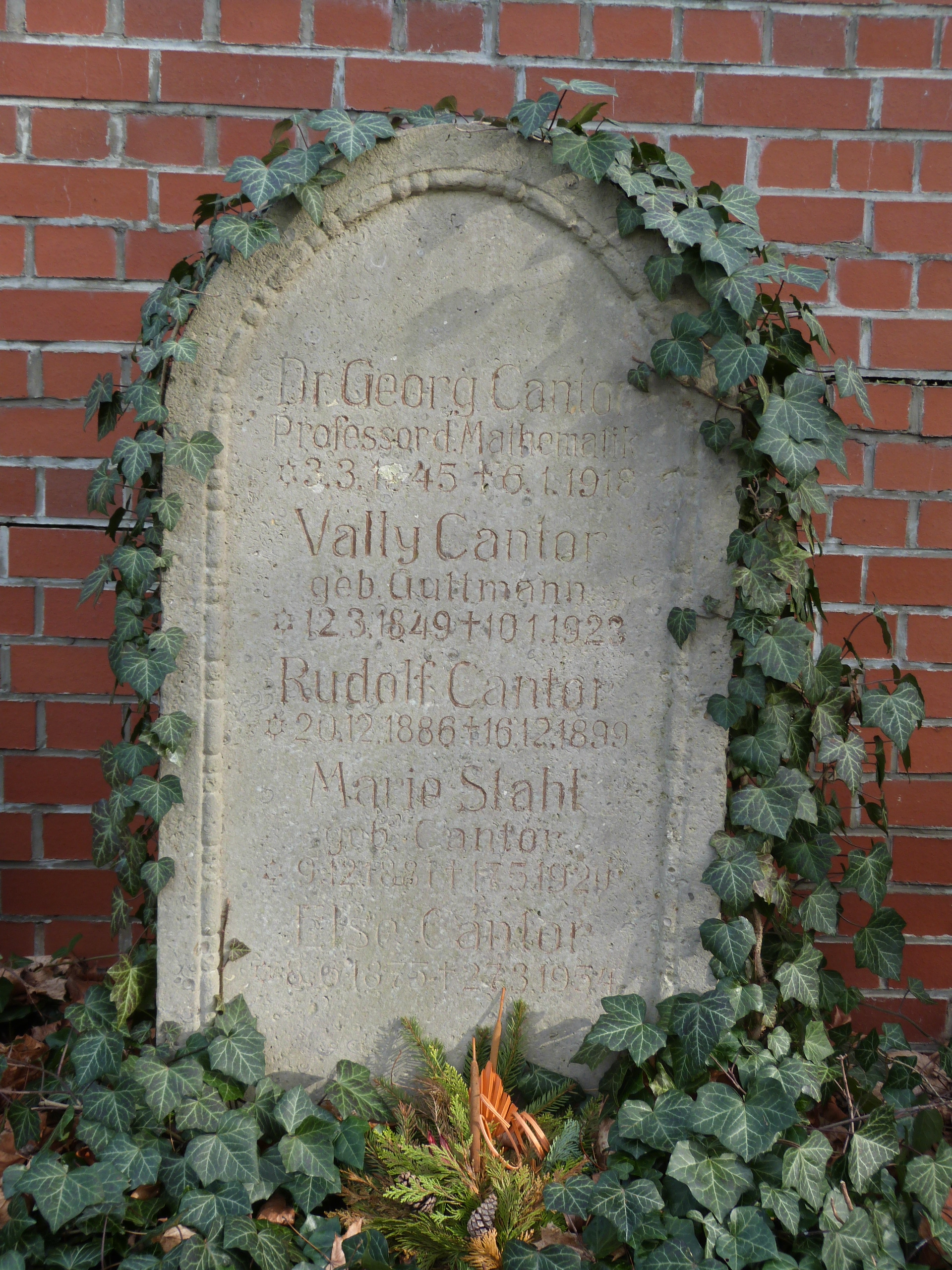
A családi sírkő

1913-ban visszavonult, életének utolsó éveit betegen töltötte. A hetvenedik születésnapjára tervezett nagy eseményt a háború miatt nem sikerült megrendezni.
1917. május 11-én utoljára kényszerült szanatóriumba vonulni, ahonnan számos levélben kérlelte családját, hogy vigyék ki. A háború miatt az ellátás gyenge volt, Cantor utolsó fényképei sovány, megtört embert mutatnak. 1918. január 6-án szívrohamban hunyt el.

## Érdekesség
Cantor a végtelen számosságokat indexezett {\displaystyle \aleph } betűkkel jelölte: {\displaystyle \aleph _{0}} (alef null) a természetes számok számossága, feltéve a kontinuum hipotézist {\displaystyle \aleph _{1}} (alef egy) a valós számok számossága, … Ezzel kapcsolatban Erdős Pál költötte a következő szellemes versikét:
{\displaystyle \aleph _{1}}, {\displaystyle \aleph _{2}}, {\displaystyle \aleph _{3}},
Georg Cantor a legnagyobb a világon.

## További irodalom
- Joseph Warren Dauben: Georg Cantor: His Mathematics and Philosophy of the Infinite, Princeton University Press, 1990, ISBN 0691024472, 9780691024479
- A végtelenen túl, YOUPROOF